# Brice Prairie
Brice Prairie ist eine Siedlung auf gemeindefreiem Gebiet im La Crosse County im US-amerikanischen Bundesstaat Wisconsin. Zu statistischen Zwecken ist der Ort zu einem Census-designated place (CDP) zusammengefasst worden. Im Jahr 2020 hatte Brice Prairie 1961 Einwohner.
Brice Prairie ist Bestandteil der bundesstaatenübergreifenden Metropolregion La Crosse Metropolitan Area.

## Geografie
Brice Prairie liegt im Westen Wisconsins, an der Einmündung des Black River in den zum Lake Onalaska aufgestauten Mississippi, der die Grenze zu Minnesota bildet. Der am Mississippi gelegene Schnittpunkt der drei Bundesstaaten Wisconsin, Minnesota und Iowa befindet sich 56,1 km südlich.
Brice Prairie liegt in der Driftless Area genannten eiszeitlich geformten Region, die sich über das südöstliche Minnesota, das südwestliche Wisconsin, das nordöstliche Iowa und das äußerste nordwestliche Illinois erstreckt. Bei der letzten Eiszeit, der so genannten Wisconsin Glaciation, blieb die Region eisfrei, sodass sich die Flusstäler auch während dieser Zeit tiefer in das Plateau einschneiden konnten.
Die geografischen Koordinaten von Brice Prairie sind 43°56′19″ nördlicher Breite und 91°18′00″ westlicher Länge. Der Ort erstreckt sich über eine Fläche von 11,7 km² und ist Bestandteil der Town of Onalaska.
Nachbarorte von Brice Prairie sind Holmen (9,2 km nordöstlich) und Onalaska (10 km südöstlich). Dakota liegt am gegenüberliegenden Mississippiufer in Minnesota, ist aber auf dem Landweg 26,8 km entfernt.
Die nächstgelegenen größeren Städte sind Green Bay am Michigansee (329 km ostnordöstlich), Wisconsins größte Stadt Milwaukee (341 km ostsüdöstlich), Wisconsins Hauptstadt Madison (234 km südöstlich), Rockford in Illinois (340 km in der gleichen Richtung), die Quad Cities in Illinois und Iowa (327 km südsüdöstlich), Cedar Rapids in Iowa (277 km südsüdwestlich), Rochester in Minnesota (130 km westlich) und die Twin Cities in Minnesota (240 km nordwestlich).

## Verkehr
Der vierspurig ausgebaute U.S. Highway 53 verläuft unweit der nordöstlichen Ortsgrenze. Der Wisconsin State Highway 35 führt in weniger als einen Kilometer Entfernung an Brice Prairie vorbei. Durch den Ort führen die County Highways Z, ZB, ZM und ZN. Alle weiteren Straßen sind untergeordnete Landstraßen, teils unbefestigte Fahrwege sowie innerörtliche Verbindungsstraßen.
Entlang des Mississippi verläuft entlang des östlichen Ortsrandes für den Frachtverkehr eine Eisenbahnlinie der BNSF Railway, der zweitgrößten Eisenbahngesellschaft des Landes. 
Der nächste Flughafen ist der La Crosse Regional Airport, der 17,6 km südlich liegt.

## Bevölkerung
Nach der Volkszählung im Jahr 2010 lebten in Brice Prairie 1887 Menschen in 704 Haushalten. Die Bevölkerungsdichte betrug 161,3 Einwohner pro Quadratkilometer. In den 704 Haushalten lebten statistisch je 2,68 Personen. 
Ethnisch betrachtet setzte sich die Bevölkerung zusammen aus 97,6 Prozent Weißen, 0,6 Prozent Afroamerikanern, 0,5 Prozent amerikanischen Ureinwohnern, 0,5 Prozent Asiaten sowie 0,1 Prozent aus anderen ethnischen Gruppen; 0,7 Prozent stammten von zwei oder mehr Ethnien ab. Unabhängig von der ethnischen Zugehörigkeit waren 1,3 Prozent der Bevölkerung spanischer oder lateinamerikanischer Abstammung. 
25,6 Prozent der Bevölkerung waren unter 18 Jahre alt, 65,3 Prozent waren zwischen 18 und 64 und 9,1 Prozent waren 65 Jahre oder älter. 47,7 Prozent der Bevölkerung war weiblich.
Das mittlere jährliche Einkommen eines Haushalts lag bei 78.125 USD. Das Pro-Kopf-Einkommen betrug 30.660 USD. 3,3 Prozent der Einwohner lebten unterhalb der Armutsgrenze.